# 21グラム
『21グラム』（21 Grams）は、2003年製作のアメリカ映画である。アレハンドロ・ゴンサレス・イニャリトゥ監督。
1つの心臓をめぐり、交差するはずのなかった3人の男女の人間ドラマが描かれる。時間軸が細かく交差する構成になっている。人がいつか失う重さとは、いったい何の重さなのかを問う作品である。
ショーン・ペンがヴェネツィア国際映画祭男優賞を受賞。
タイトルの「21グラム」とは、20世紀初期のアメリカの医師ダンカン・マクドゥーガルが行った、魂の重量を計測しようとした実験に由来する。

## あらすじ
大学で数学を教えるポールは余命1か月と宣告され心臓のドナーを待つ日々。また、専業主婦のクリスティーナは夫と二人の幼い娘と幸せな生活を送る。一方、前科を持つジャックは神への信仰を生きがいに妻と二人の子供と暮らしていた。だが、ジャックが起こした悲劇的な事故をきっかけに出会うはずのない3人の運命が思いもよらぬ結末へと導かれていくのだった。

## キャスト
ポール・リヴァース
演 - ショーン・ペン、声 - 家中宏
大学教授。心臓を患い、余命1か月を宣告されている。
メアリー・リヴァース
演 - シャルロット・ゲンズブール、声 - 渡辺美佐
ポールの妻。体外受精でポールの子を生もうと考えている。
クリスティーナ・ペック
演 - ナオミ・ワッツ、声 - 藤本喜久子
夫と2人の娘と暮らす女性。
マイケル・ペック
演 - ダニー・ヒューストン、声 -
クリスティーナの夫。建築家。37歳。
クローディア・ウィリアムズ
演 - クレア・デュヴァル、声 - 黒河奈美
クリスティーナの妹。
ジャック・ジョーダン
演 - ベニチオ・デル・トロ、声 - 大塚明夫
前科者だが信仰を支えに妻と2人の子供と懸命に生きている男。
マリアンヌ・ジョーダン
演 - メリッサ・レオ、声 - 園田恵子
ジャックの妻。

## 評価
レビュー・アグリゲーターのRotten Tomatoesでは182件のレビューで支持率は81%、平均点は7.50/10となった。Metacriticでは41件のレビューを基に加重平均値が70/100となった。